# Vincenzo Viva

Bischofswappen von Vincenzo Viva

Vincenzo Viva (* 24. August 1970 in Frankfurt am Main) ist ein deutsch-italienischer Geistlicher und römisch-katholischer Bischof von Albano.

## Leben
Vincenzo Vivas Eltern wanderten aus Copertino nach Deutschland aus. Nach seinem Abitur an einem Gymnasium in Frankfurt am Main erwarb er das italienische Abitur an einem Liceo Classico in Lecce. Anschließend studierte Viva Philosophie und Katholische Theologie an der Päpstlichen Universität Gregoriana in Rom. Er empfing am 10. Juli 1997 durch den Bischof von Nardò-Gallipoli, Vittorio Fusco, das Sakrament der Priesterweihe. Von 1996 bis 1999 wirkte Vincenzo Viva als Seelsorger im Gefängnis von Rebibbia. Nach weiterführenden Studien erwarb er 1997 an der Päpstlichen Akademie Alfonsiana ein Lizenziat im Fach Moraltheologie und 1999 am Institut für Bioethik der Katholischen Universität vom Heiligen Herzen in Rom ein Diplom im Fach Bioethik. Während seiner Studienzeit in Rom war Viva Alumne des Almo Collegio Capranica. Ferner absolvierte er einen Studienaufenthalt an der Universität Freiburg in der Schweiz.
Viva war von 1999 bis 2000 als Vizerektor und Lehrer am Kleinen Seminar des Bistums Nardò-Gallipoli tätig, bevor er dort Spiritual wurde. Darüber hinaus war er Direktor des Diözesanbüros für die soziale Kommunikation (2000–2013) sowie Mitglied des Priesterrats und des Konsultorenkollegiums des Bistums Nardò-Gallipoli (2001–2013). Nachdem Vincenzo Viva 2005 an der Päpstlichen Lateranuniversität in Rom mit der Arbeit Identità e rilevanza: l’argomento teologico-morale in bioetica. Un’indagine storica in prospettiva sistematica („Identität und Relevanz: das theologisch-moralische Argument in der Bioethik. Eine historische Untersuchung in systematischer Perspektive“) im Fach Moraltheologie promoviert worden war, wurde er Religionslehrer am staatlichen Liceo Classico G. Galilei in Nardò (2005–2006), Sekretär des Büros für die bischöflichen Visitationen und Seelsorger in der Pfarrei San Francesco di Paola in Nardò (2005–2009) sowie bischöflicher Delegat für den Ordo virginum (2005–2013). Von 2009 bis 2013 war er Bußkanoniker an der Kathedrale von Nardò.
Neben seinen pastoralen Aufgaben war Viva Professor für Moraltheologie am Istituto superiore di scienze religiose (ISSR) des Bistums Oria (2002–2005), am Istituto superiore di scienze religiose (ISSR) in Lecce (2005–2009), an der Accademia delle Belle Arti di Lecce (2006–2007) und am Istituto superiore di scienze religiose (ISSR) in Brindisi (2007–2008) sowie an der Theologischen Fakultät von Apulien (2006–2013). Seit 2007 lehrte Vincenzo Viva an der Päpstlichen Akademie Alfonsiana. 2010 absolvierte er am Kennedy Institute of Ethics der Georgetown University in Washington, D.C. einen Bioethik-Kurs. Papst Benedikt XVI. verlieh ihm 2012 den Ehrentitel Päpstlicher Ehrenkaplan. Ferner war Vincenzo Viva seit 2013 Rektor des Pontificio Collegio Urbano de Propaganda Fide in Rom und Professor für Moraltheologie an der Päpstlichen Universität Urbaniana.
Am 11. Juni 2021 ernannte ihn Papst Franziskus zum Bischof von Albano. Der Präfekt der Kongregation für die Selig- und Heiligsprechungsprozesse, Marcello Kardinal Semeraro, spendete ihm am 8. September desselben Jahres auf der Piazza Pia vor der Kathedrale von Albano Laziale die Bischofsweihe; Mitkonsekratoren waren der Präfekt der Kongregation für die Evangelisierung der Völker, Luis Antonio Kardinal Tagle, und der Bischof von Nardò-Gallipoli, Fernando Tarcisio Filograna. Sein Wahlspruch Euntes prædicate et curate („Geht, verkündet und heilt“) stammt aus Mt 10,7 .
Vincenzo Viva ist Mitglied der Redaktionen der Zeitschriften Studia Moralia und Rivista di scienze religiose sowie der Buchreihe Itinerari Etici. Er gehört der interdisziplinären Gruppe Neuroscienze e comportamento umano an und ist Mitglied der Associazione teologica italiana per lo studio della morale (ATISM) und der Societas Ethica. Seine Forschungsschwerpunkte liegen in den Bereichen Fundamentalmoral, Geschichte der Moraltheologie, Bioethik und Sexualethik. Er spricht neben seinen Muttersprachen Italienisch und Deutsch auch Englisch und Französisch. Er ist Autor mehrerer Veröffentlichungen, Artikel und Übersetzungen aus dem Deutschen.

## Schriften (Auswahl)
- Identità e rilevanza: l’argomento teologico-morale in bioetica. Un’indagine storica in prospettiva sistematica. Roma 2006.
- Tracce di argomentazioni „bioetiche“ nel sistema manualistico della teologia morale (= Rivista di scienze religiose. Band 22). 2008, S. 381–405.
- La Scrittura nella manualistica teologico-morale: tappe storiche e nodi problematici (= Studia Moralia Supplemento. Band 46/2). 2008, S. 11–38.
- Questioni di bioetica e neuroscienze. In: Luigi Renna (Hrsg.): Neuroscienze e persona: interrogativi e percorsi etici. EDB, Bologna 2010, S. 187–209.
- Profilo esistenziale di K. Demmer. Per una biografia teologica. In: Aristide Fumagalli, Vincenzo Viva (Hrsg.): Pensare l’agire morale. Omaggio italiano ad un maestro internazionale: Klaus Demmer. San Paolo, Cinisello Balsamo 2011, S. 11–29.
- Bibbia e morale nel contesto dei manuali di teologia morale. In: Vincenzo Viva, Gabriel Witaszek (Hrsg.): Etica teologica nelle correnti della storia. Lateran University Press, Città del Vaticano 2011, S. 39–50.
- Alessandro Rovello, Vincenzo Viva: Legalità ed etica pubblica (= Comunità cristiana: Linee emergenti). Cittadella Editrice, Assisi 2015, ISBN 978-88-308-1491-2.